# 90732 Opdebeeck
90732 Opdebeeck è un asteroide della fascia principale. Scoperto nel 1992, presenta un'orbita caratterizzata da un semiasse maggiore pari a 3,1742131 au e da un'eccentricità di 0,2199070, inclinata di 11,10895° rispetto all'eclittica.